# Giovanni Agnelli (1921-2003)
Pour les articles homonymes, voir Famille Agnelli et Agnelli.
Giovanni Agnelli, plus connu sous le nom de Gianni Agnelli et surnommé l’Avvocato, né le 12 mars 1921 à Turin et mort le 24 janvier 2003 dans la même ville, est un industriel et homme d'affaires italien, copropriétaire et dirigeant du groupe Fiat.

## Biographie
Fils d’Edoardo Agnelli (1892-1935), fondateur de la station de sports d’hiver de Sestrières, et de Virginia Bourbon del Monte (1899-1945), Gianni Agnelli était le petit-fils du sénateur homonyme Giovanni Agnelli, de qui il hérita en 1966 la direction de l’entreprise familiale après une période de « régence » assurée par Vittorio Valletta. C’est justement Valletta, un des derniers fondateurs survivants, qui forma le jeune Gianni à la direction d’une entreprise aussi difficile que stratégique, et qui l’initia particulièrement aux rapports avec le monde politique. Gianni Agnelli sut faire de Fiat la plus grande entreprise italienne, et l’un des principaux constructeurs d’automobiles en Europe ; parallèlement il développa aussi les autres entreprises du groupe, qui comprenait des sociétés présentes dans les secteurs militaires et stratégiques. Agnelli et Fiat étaient identifiés l’un à l’autre dans le sens commun, Agnelli voulait dire Fiat et, surtout, Fiat voulait dire Agnelli.

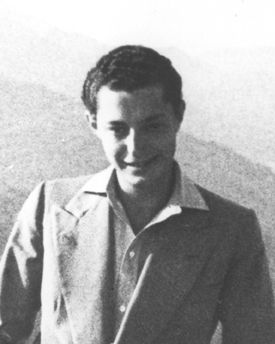
Gianni Agnelli en 1940.

Pendant la Seconde Guerre mondiale il avait suivi une formation à l’École d’application de cavalerie de Pignerol, dans les environs de Turin, et avait obtenu une licence en droit à l’université de la capitale piémontaise. Il fut enrôlé dans un régiment de chars et envoyé sur le Front russe, puis en Afrique du Nord, où il fut blessé. Après l’armistice, il servit d’officier de liaison avec les troupes alliées et parvient à éviter que les usines turinoises de Fiat soient endommagées.
Après une longue période d'insouciance et de fête, Gianni Agnelli prend les rênes du groupe familial en 1966, peu après la signature d’un accord pour la production de véhicules Fiat en URSS. Il succède à Vittorio Valletta qui a assuré la régence pendant presque vingt années, depuis le décès de Giovanni Agnelli père en 1945.
Il aura une longue liaison de 1948 à 1953 avec Pamela Harriman, qui le soignera lors de son grave accident de voiture et qu'il quittera pour épouser la princesse Marella Caracciolo di Castagneto au château d'Osthoffen en Alsace à côté de Strasbourg. Le père de Marella, le prince Filippo Caracciolo di Castagneto était en effet le premier Secrétaire Général du nouveau Conseil de l'Europe à Strasbourg. Il avait loué un appartement au château d'Osthoffen qu'il habita 3 ans. Le mariage fut célébré dans l'église du village mi-novembre 1953. La fête eut lieu au château d'Osthoffen loué au propriétaire le baron Grouvel.
Dans les années 1950, Gianni avec sa femme Marella succède à Dorothy Walton Killam et devient le nouveau propriétaire de la célèbre Villa Leopolda sur la Côte d'Azur,. Il entame alors une véritable rénovation de la villa, installant notamment un salon italien.
Agnelli ouvrira des usines Fiat dans toutes les régions du monde, de la Russie (à l’époque encore l’Union soviétique) à l’Amérique du Sud et tissera un réseau serré d’alliances et de coentreprises comme IVECO qui marqua un tournant dans les mentalités industrielles de l’époque en Europe. Dans les années 1970, pendant la crise pétrolière, il cède à la société Lafico, une société libyenne liée au colonel Kadhafi, 10 % des actions Fiat, qu’il rachetera bien des années plus tard. Il rachète également les marques Lancia (1970), Alfa Romeo (1987) et Ferrari (1988).
Partisan de la collaboration entre grandes entreprises et syndicats ouvriers pour éviter les mouvements sociaux, il est élu président de la Confindustria en 1974, et le reste jusqu’en 1976. L'ancien ministre Guido Carli lui succède en conservant la même ligne.
Ses rapports avec la gauche italienne, spécialement avec le PCI d’Enrico Berlinguer, représentèrent l’essence des relations de l’industrie avec les forces politiques et particulièrement avec les syndicats[pas clair].

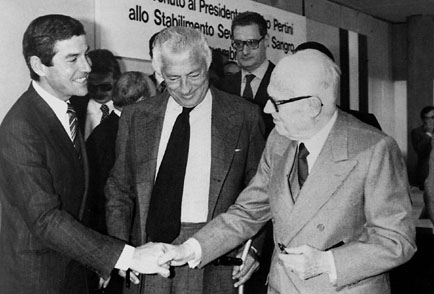
Gianni Agnelli (au centre) avec Sandro Pertini, vers 1980.

Le gouverneur de la Banque d’Italie ayant refusé de dévaluer une nouvelle fois la lire, Agnelli lance en 1980 une vaste restructuration de ses usines privant 24 000 travailleurs d'emplois.
Les syndicats subirent une défaite mémorable quand, dans les années 1980, une grève générale qui avait totalement bloqué la production fut brisée par la fameuse « marche des Quarante-mille », d’après le nombre d’ouvriers qui, à un moment donné, retournèrent dans les usines et reprirent le travail. Cette action marqua un tournant et la brutale perte du pouvoir jusqu’alors détenu par les syndicats en Italie, qui n’eurent jamais plus par la suite la même influence sur la société et sur la politique nationale. Il faut rappeler que durant les années de plomb on émit l’hypothèse que des terroristes aient pu s’infiltrer à l’intérieur des syndicats, et à la suite de plusieurs assassinats de dirigeants et de cadres de Fiat (perpétrés par les Brigades rouges, Prima Linea, et les NAP), s’insinua le terrible soupçon que les syndicats pourraient, en quelque sorte, les avoir couverts.
Gianni Agnelli fut nommé sénateur à vie en 1991. Il s’inscrira dans le « Gruppo per le Autonomie » (Groupe pour les Autonomies) et participa à la Commission de la défense du Sénat.
Cesare Romiti prend la présidence de Fiat en 1996, mais Agnelli reste maitre de l'entreprise jusqu'au début des années 2000, et l'ouverture du capital de Fiat Auto uniquement aux Américains de General Motors, avec lesquels Agnelli établit un accord qui le faisaient devenir le principal actionnaire de GM avec 6 % du capital du constructeur américain qui lui, recevrait 20 % du capital de Fiat division Automobiles. La récente crise économique de l’activité automobile du groupe Fiat se produisit alors qu’Agnelli luttait déjà contre le cancer qui devait l'emporter en janvier 2003, et il ne put prendre qu’une faible part aux événements. (Ces accords de participations croisés devinrent caducs fin 2004.)
Connu aussi par son surnom l’Avvocato (l’avocat), bien qu’il n’ait jamais pratiqué de près ou de loin ce métier, Agnelli reste le personnage le plus important et le plus prestigieux de l’économie italienne, un symbole du capitalisme de la seconde moitié du XXe siècle, et il fut considéré par certains comme le vrai « roi d’Italie ». Homme cultivé, doté d’un sens de l’humour sui generis, il fut probablement l’Italien le plus connu à l’étranger, entretenant des relations suivies avec des banquiers et des hommes politiques au niveau international (dont certains, comme Henry Kissinger, devinrent ses amis personnels). Il fut aussi considéré comme un homme élégant. En 2002 il légua à la ville de Turin un immense patrimoine de tableaux, mettant son extraordinaire pinacothèque à la disposition de ses concitoyens.
Ses nombreux détracteurs soulignent que, dans toutes ses activités, Agnelli aurait principalement favorisé les intérêts de sa famille, et ses propres intérêts personnels, au détriment de l’intérêt collectif, parfois même au détriment de l’intérêt national. La firme Fiat, observe-t-on, a toujours été traitée par le gouvernement italien avec une sorte de révérence institutionnelle, comme si on lui avait attribué une sorte d’immunité légale et fiscale. Agnelli, en outre, fut aussi considéré comme « l’affameur », celui qui continuait à s’enrichir tandis que l’Italie s’appauvrissait. Agnelli ne répondit jamais à ces accusations.
Son neveu, Giovanni Agnelli, dit « Giovannino », fils de son frère Umberto, qui était appelé à prendre la tête de Fiat, mourut brutalement d’un cancer foudroyant à l’âge de 33 ans en 1997. Son fils Edoardo, qui vécut une existence marginale, s’est suicidé le 15 novembre 2000. C’est désormais son petit-fils, John Elkann dit « Jaki », premier des huit enfants de Margherita Agnelli, fille de l’Avvocato, qui est son successeur.
En 2003, la monoplace de la Scuderia Ferrari était dénommée F2003-GA, en hommage à Giovanni Agnelli.
Ancien membre du comité de direction du groupe Bilderberg.
Il a également présidé la maison d’édition La Stampa, propriété du groupe Fiat jusqu'en 1996.

### Juventus
« Dans les moments difficiles, il y a toujours dans mon subconscient quelque chose qui m'appelle, et ceci est le motif pour lequel la Juventus gagne encore aujourd'hui. »

— Gianni Agnelli, sur son amour pour la Juventus, son équipe de cœur.

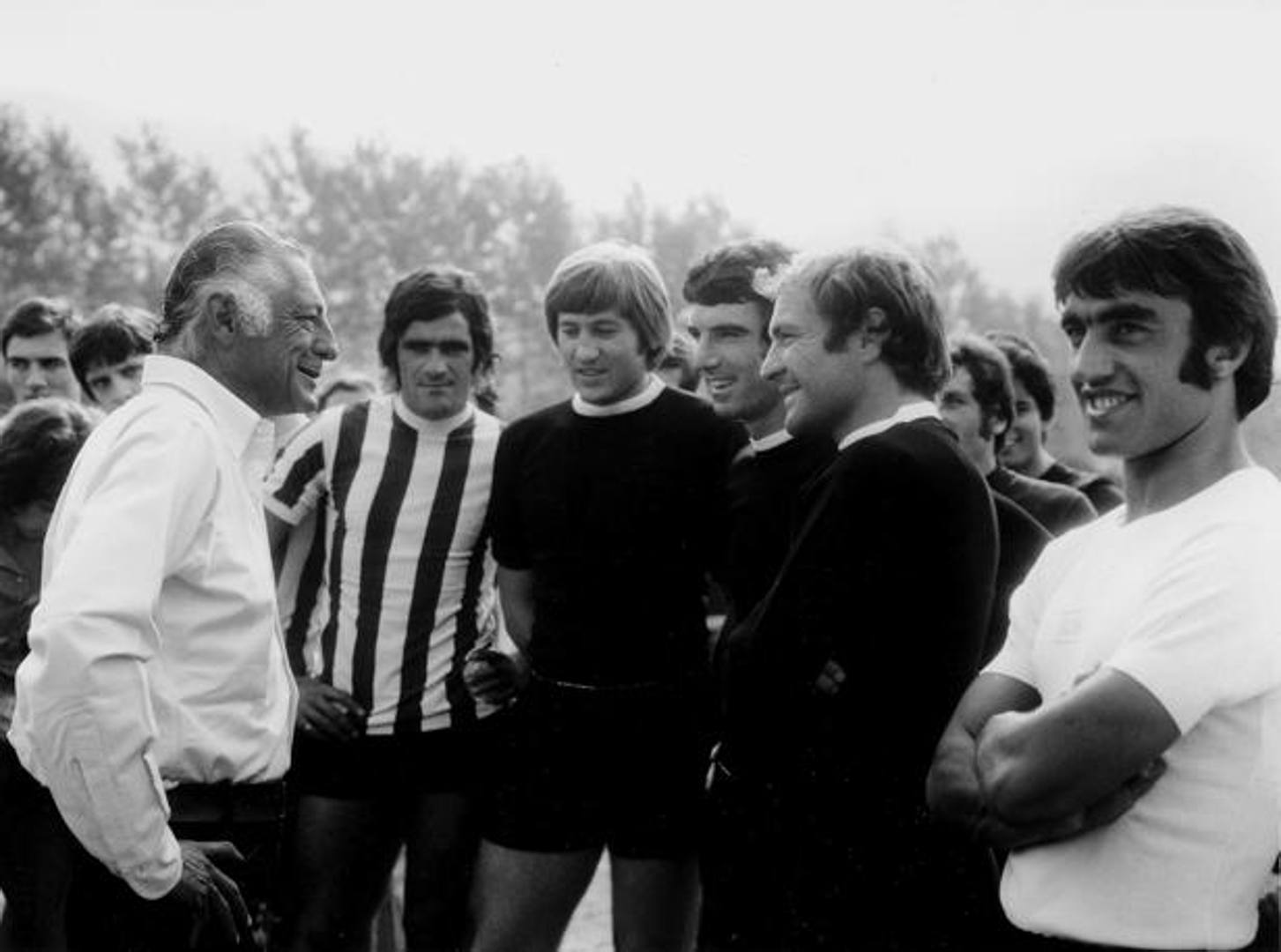
De gauche à droite: Gianni Agnelli s'entretient avec quelques footballeurs de la Juventus – Cuccureddu, Marchetti, Zoff, Altafini et Anastasi – pendant l'été 1972.

En 1947, il remplace Piero Dusio et devient le nouveau président de la Juventus, club qu'il supportait (son idole était enfant le hongrois Ferenc Hirzer, grand attaquant bianconero) et dont il était directement propriétaire (racheté par son père en 1923), rôle qu'il assuma jusqu'en 1954.
La figure de Gianni Agnelli fut aussi intimement liée à l’histoire de la Juventus, l'une des deux équipes de football de Turin, sa ville natale. Ses appels téléphoniques quotidiens à 6 heures du matin adressés au célèbre capitaine puis plus tard président du club Giampiero Boniperti, passés de n’importe quel lieu où Agnelli se trouvait, et quelles que soient les affaires qui l’occupaient, sont restés légendaires.

## Distinction
: il est fait chevalier grand-croix de l'ordre du Mérite de la République italienne le 27 décembre 1967.

## Anecdotes
En référence à son habitude de porter sa montre par dessus la manche de sa chemise, cette habitude de style est parfois nommée le "porté Agnelli" et est presque indissociable du personnage.